# ARO (entreprise)
 (avril 2022).
Si vous disposez d'ouvrages ou d'articles de référence ou si vous connaissez des sites web de qualité traitant du thème abordé ici, merci de compléter l'article en donnant les références utiles à sa vérifiabilité et en les liant à la section « Notes et références ».
Pour les articles homonymes, voir ARO.
ARO (automobiles roumaines) a été fondée en 1957, sur les ruines de l’usine IAR de Brașov (Transylvanie), usine qui fabriquait des pièces d’aéronautique. Elle disparaît en 2006.

## Produits

### ARO IMS
Le premier modèle, en 1957, fut un dérivé de 4X4  russe GAZ. Il était équipé d’un moteur de 3 litres 3, idéal pour le couple à bas régime, car il ne développait que 50 ch et porte le nom d'IMS 57.
La version M59 s’octroie 6 chevaux supplémentaires. En 1964, le M461, toujours avec la même carrosserie possède un moteur de 70 ch, sa carrière durera 11 ans.

### Série ARO 24

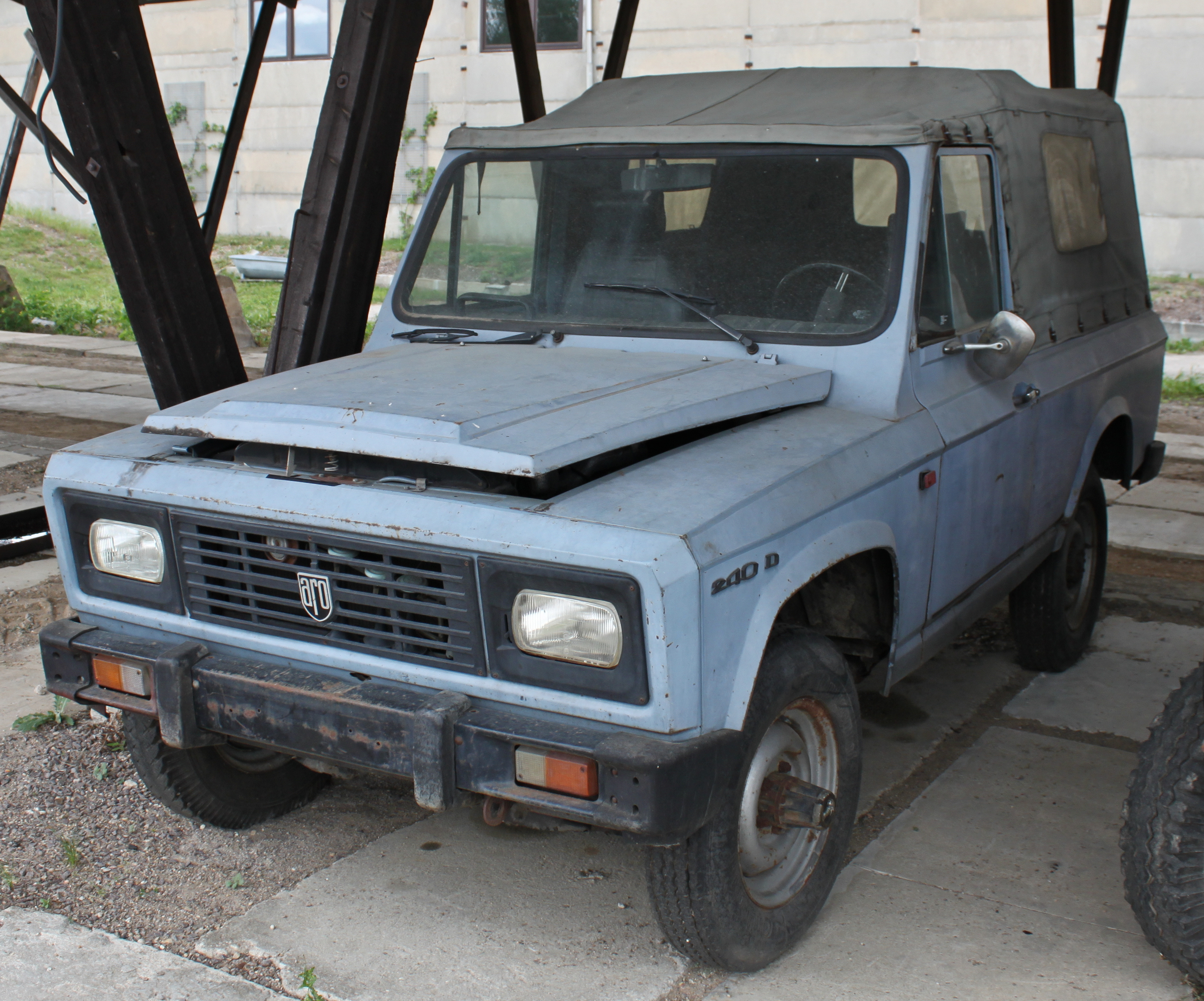
Un ARO 240 D

En 1972, la série 24 fait son apparition. Les véhicules la constituant apparaissent comme de gros breaks. Le modèle 240 se présente bâché ; le 243 est tôlé trois portes et le 244 est tôlé 5 portes, avec une banquette arrière face à la route.
Le moteur essence L25 de 2 495 cm3, aurait été monté à cette époque, d'une puissance de 83 ch à 4 200 tr/min et un couple maxi à 2 900 tr/min.
Sa vitesse maxi est de 125 km/h, sa capacité de remorquage de 1 700 kg et sa charge utile de 625 kg.
Tout terrain pur et dur, il a une excellente motricité grâce au bon débattement des suspensions et son angle d'attaque est de 45°, de sortie 35°, pente maxi à vide comme en charge:45°.
Il y avait le choix dans les diesels : un  3,2 L de 68 ch, un 2,7 L de 71 ch, un 2,4 L turbo de 87 ch, un INDENOR de 91 ch (celui du J5), le 2,1 turbo de la Peugeot 605. 
Il a été importé en France sous le nom de 244 Forester depuis juin 1995 avec un 2,5 L turbo-diesel de 91 ch Peugeot et boîte 5, vitres teintées et climatisation en option. Vitesse maxi : 130 km/h. En 2002, il était livrable uniquement en version pick-up double cabine avec un 2,4 L Toyota.
Mais il ne passe plus les normes, et des soucis de fiabilité et de passage aux normes ont eu raison de son importation.
Actuellement, ARO travaille à une version US avec boîte automatique et moteur 4 litres du Ford EXPLORER.
La gamme du 24 se compose du 244, de la version mieux présentée 264, du 246 à 3 rangées de sièges offrant 7 places et au toit surélevé, du 243 à trois portes, sa version mieux présentée 263, et la DRAGON.

### ARO 10

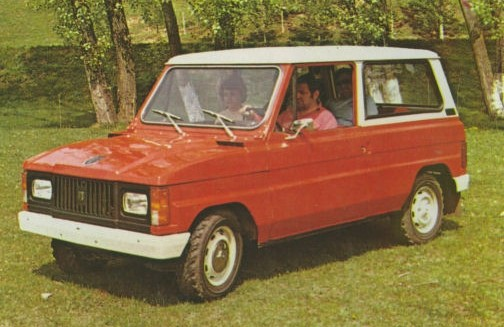
Aro 10 de 1980

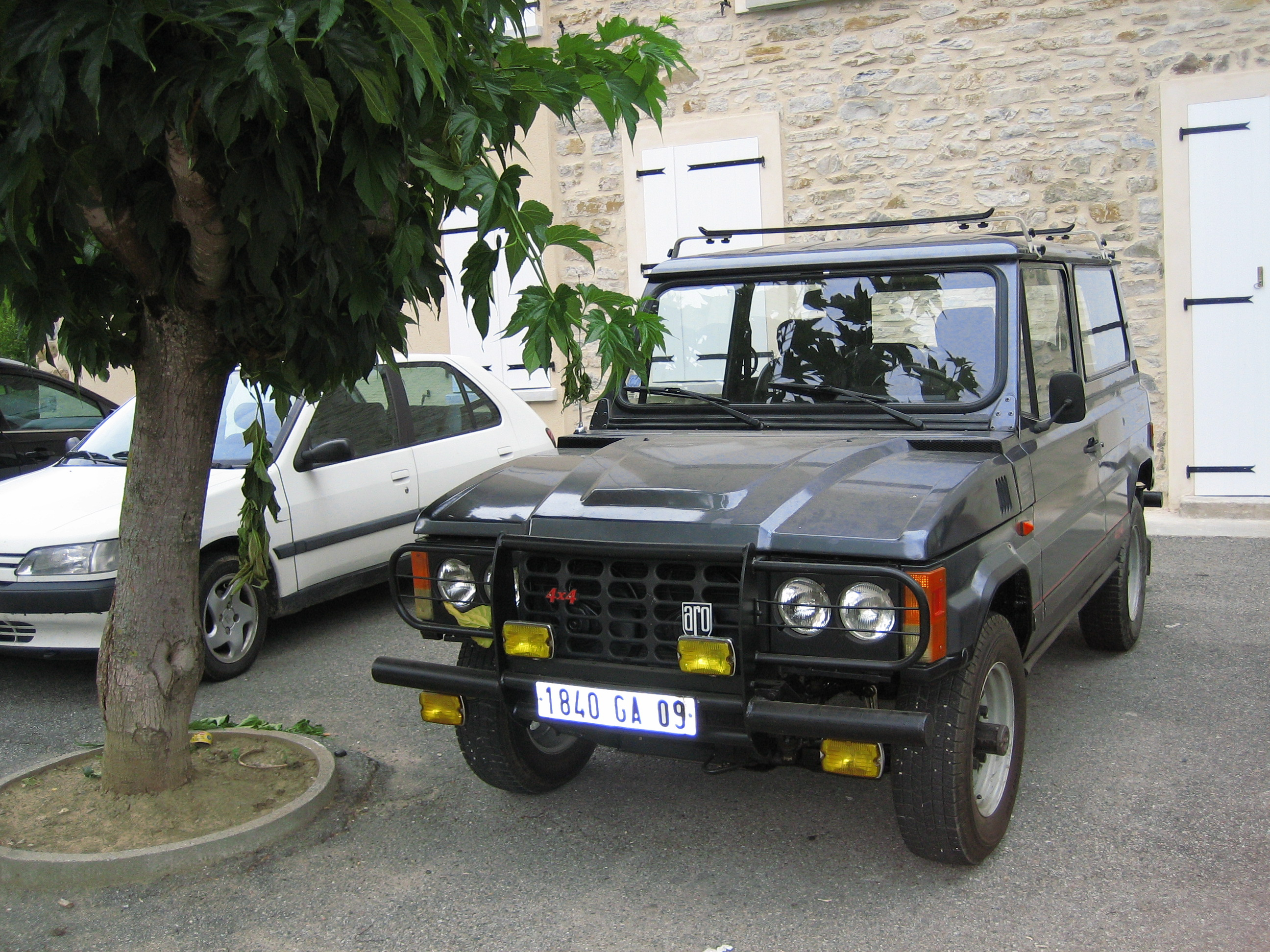
Aro 10 de 1993

En 1980, ARO dévoile un nouveau modèle : l’ARO  10. c’est un tout terrain de la taille du Lada Niva, motorisé par des blocs DACIA 1300 & 1400. Il est importé en France depuis 1982 sous le nom de « trapeurs » et est disponible avec un diesel Renault  (le 1,9 L de 65 ch de la Clio 1 & de la R19) et boîte 5 depuis août 1991. Vitesse maxi atteinte : 120 km/h. Versions tôlées, bâchées et hard-top. 
L’ARO 10 est aussi disponible sous le nom de Dacia Duster ou de Dacia 10 dans certains pays, et sous celui d'ACM Enduro x4 en Italie.
En 1993,  la calandre a été modifiée pour favoriser le refroidissement moteur. En 1995, pont avant renforcé, transmission aux roues arrière remaniée. 1996 : version green city avec direction assistée de série.
Sur la base de ce châssis, ARO  a dévoilé un nouveau modèle : le SPARTANA, dont la philosophie est très proche du Citroën Méhari ; il n’a que deux roues motrices et est motorisé par le bloc de la première Renault Twingo et une boîte 4. Vitesse maxi : 117 km/h. Ce modèle est dû à Charles Hoffmann et Jean-Pierre Tardy, les dirigeants de ARO France.

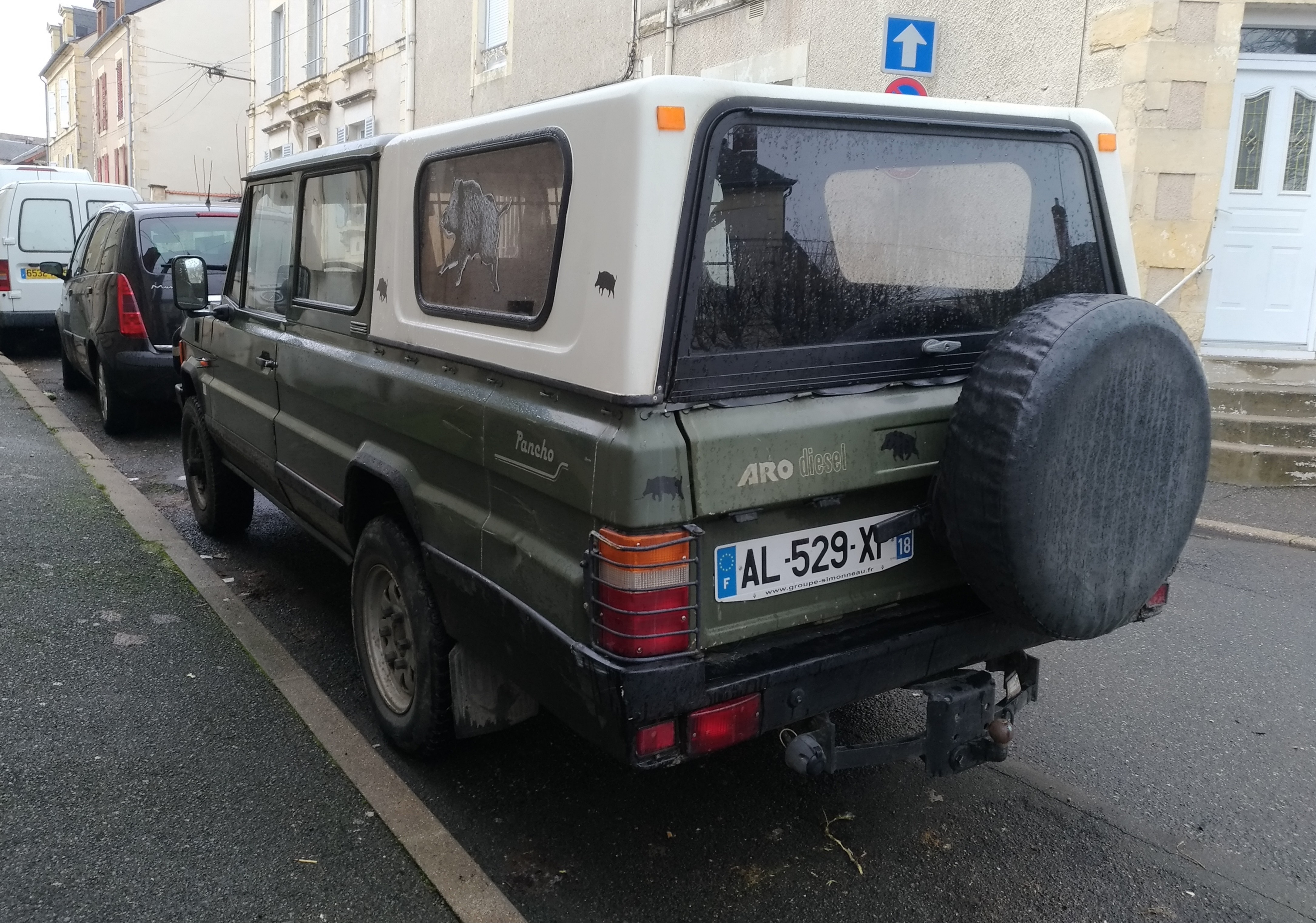
ARO 10 Pick Up Pancho

Fabrication annuelle : 10 000 exemplaires dont la moitié destinée à l’export.
1998 : le 2,5 L Peugeot n’est plus au programme, il est remplacé par un Peugeot 2,1 L de 108 ch. (celui de la Peugeot 605 ) et le 240 est présent au mondial de l’auto sous le nom de CROSS LANDER, ARO  présentait sa gamme : les ARO 10 KID CAB diesel, le TRAPEURS avec direction assistée en option, le green city avec direction assistée de série, le Pancho pick-up simple & double cabine, Gulf stream, version bâchée couleur blanche, pare-chocs couleur carrosserie, la Turbo 10, et la Spartana.
1999 : fin de l'importation du 244 FORESTER en France, mais le 10 a une nouvelle motorisation : un turbo-diesel de 93 ch, celui de la R19.
2000 : il n’y a plus d’importateur ARO en France. En Roumanie, plusieurs moteurs sont montés sur le ARO 10 : des Renault diesel et des Daewoo. Sur le 24 : nouveau moteur Toyota.
Ensuite, la gamme 10 se compose de versions tourisme des 3 portes (10.4), 5 portes (10.5 ou 11.4), découvrable (10.1), SPARTANA, et de versions véhicules utilitaires des pick-up simple cabine (10.6), double cabine (10.9), pick up double cabine 4 portes (11.9), 2 portes bâché (10.0), 2 portes hard top (10.2) et 2 portes tôlé (10.3).

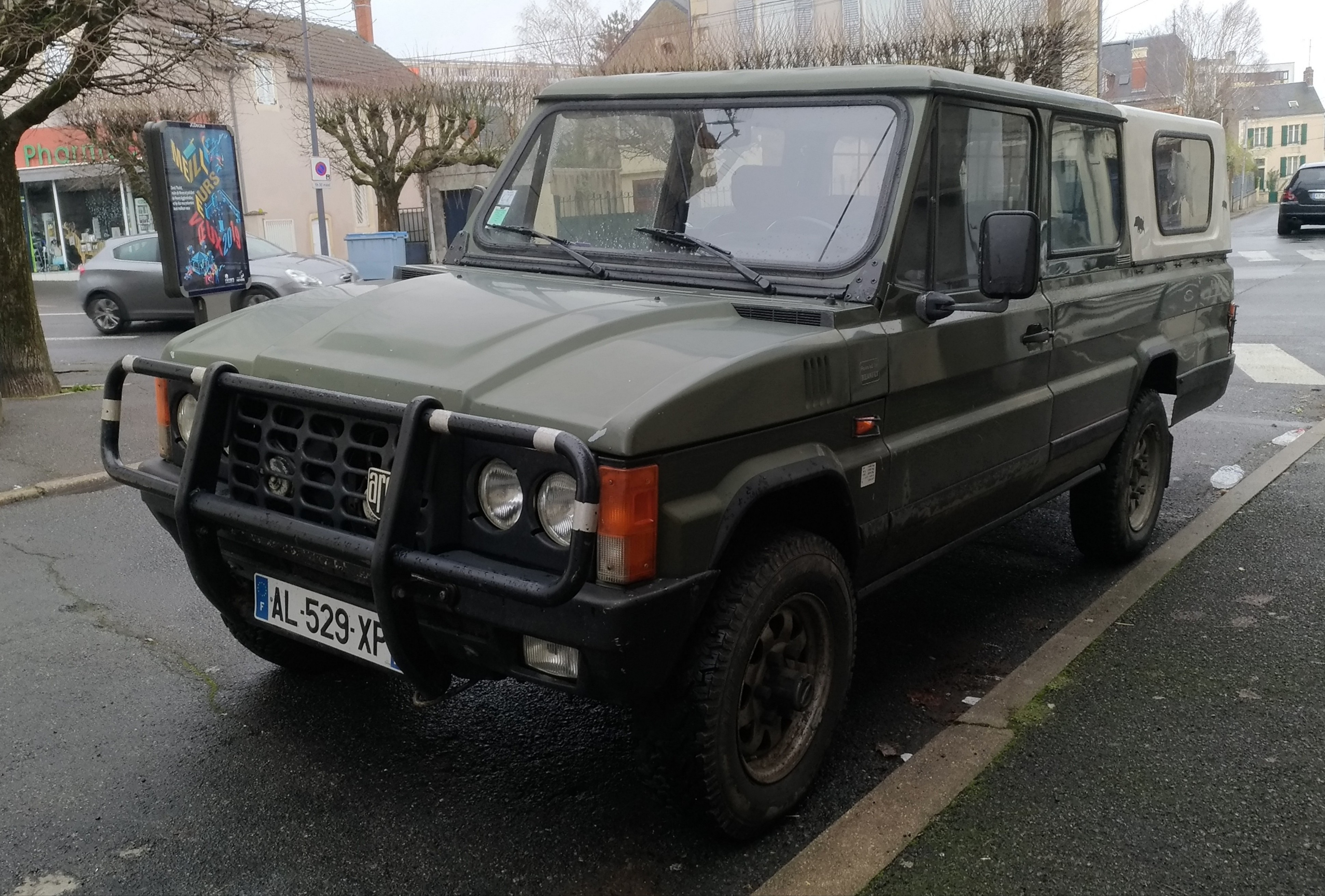
ARO 10 Pick Up Pancho

2003 : Fin de la production.

## Export

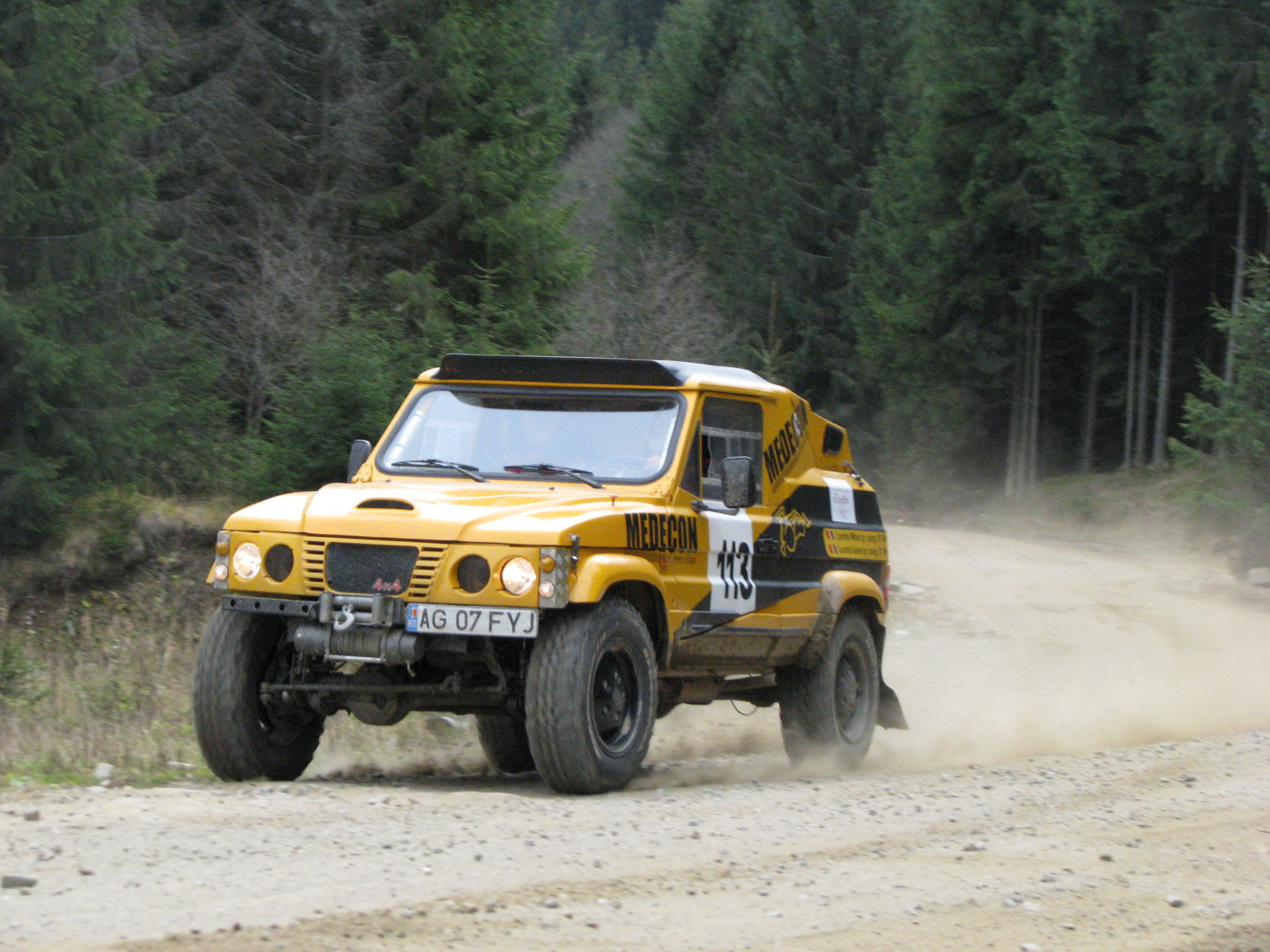
Aro 10 Super Rally

ARO est exporté en Amérique sous la marque La Caro. Ce n’est pas la première fois qu'ARO change de marque en fonction du pays dans lequel il est vendu : on trouve ainsi Portaro (pt) au Portugal (assemblage sous licence par la FMAT, Fábrica de Máquinas Agrícolas do Tramagal. Les moteurs sont des Daihatsu ou des Volvos.) et Hisparo en Espagne.
En octobre 2000, ARO est présent au mondial de l’automobile. Le 240 est présent sous le nom de CARGO, uniquement en version pick-up double cabine, afin de ne pas souffrir de la concurrence. Moteur Toyota diesel 2,4 L 90 ch, celui du Hilux, blocage du différentiel arrière de série. Le ARO 10 s’appelle « terroir » et s’offre l’unique motorisation Renault 1,9 L DTI, celui de la Mégane. Le châssis est celui du 24, l’habillage extérieur est soigné, avec jupes latérales, extenseurs d’ailes couleur gris clair, calandre remaniée. 
Les moteurs utilisés sont le 2,5 litres essence à carburateur, le 2,7 litres diesel de 72 ch qui avait importé en 1982, la même version mais avec le moteur turbo diesel, le 3,1 litres de Tractorul, et un 2,4 litres essence Toyota. ARO fabrique aussi des remorques.

## Source
- molodoi.voitures.free.fr  (avec l'autorisation de l'auteur, sous licence GNU GDFL)